# Luc Leblanc

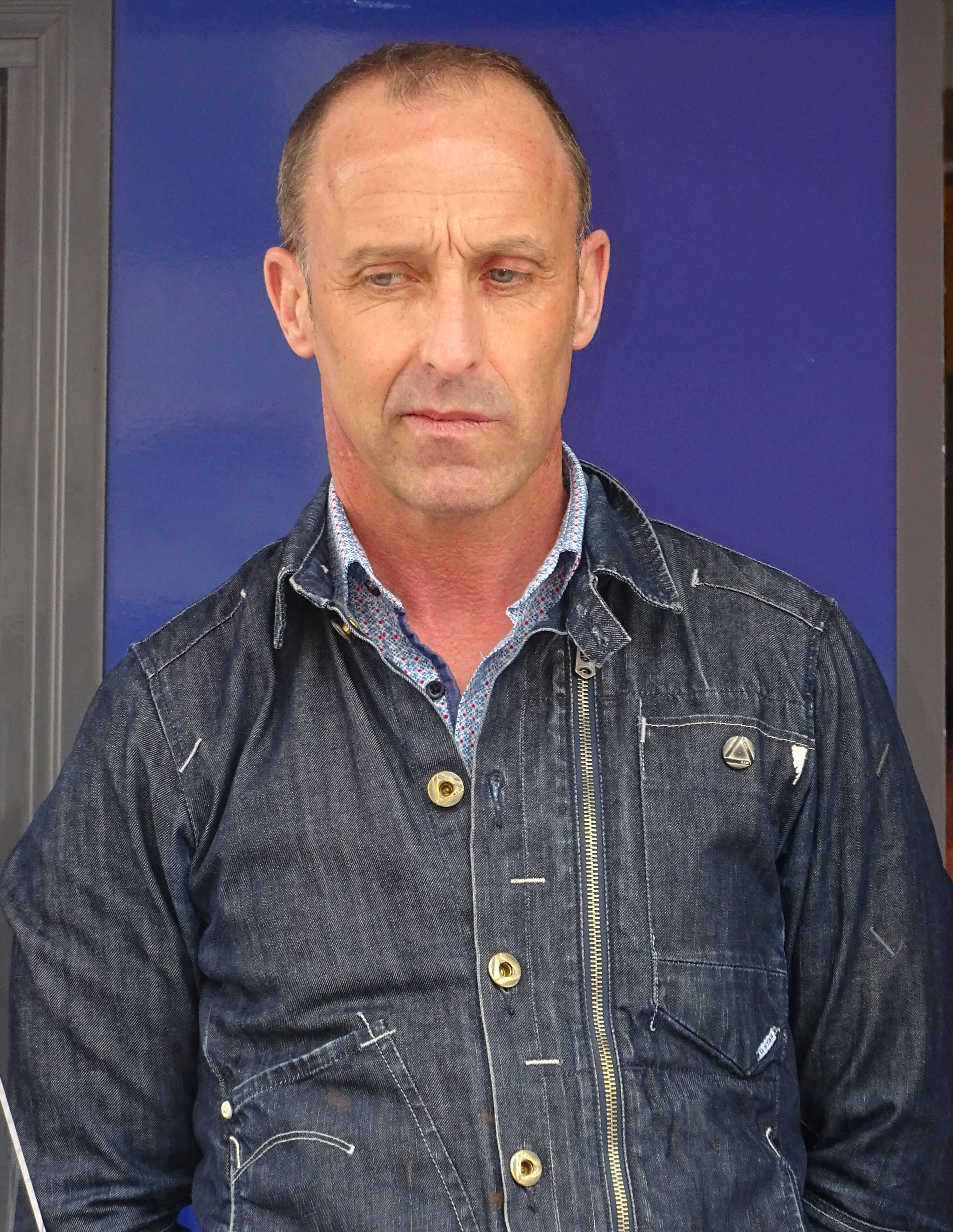
Luc Leblanc (2016)

Luc Leblanc (* 4. August 1966 in Limoges, Frankreich) ist ein ehemaliger französischer Radrennfahrer. Insgesamt feierte er 36 Profisiege.

## Karriere
Bei einem Verkehrsunfall im Jahr 1978 erlitt Luc Leblanc eine schwere Verletzung am linken Bein, sein Bruder Gilles kam ums Leben. In Folge der Verletzung blieb Luc Leblancs linkes Bein kürzer als das rechte.
Er wurde 1987 Profi im Team Toshiba-Look-La Vie Claire. In seinem ersten Jahr gewann er den Prix de Mirebeau und wurde u. a. Achter bei der Dauphiné Libéré. Im folgenden Jahr wurde er bei der Dauphiné Vierter und Sechster bei Paris–Nizza.
1990 wurde er Dritter bei Paris–Nizza für sein neues Team Castorama. 1991 gewann er eine Etappe beim Midi Libre und beendete die Rundfahrt als Vierter. Im selben Jahr nahm er auch erstmals an der Tour de France teil und wurde auf Anhieb Fünfter.
1992 wurde Leblanc französischer Straßenmeister, gewann die Midi Libre und wurde Zweiter bei der Dauphiné Libéré. 1993 folgte eine eher schwache Saison, doch 1994 fuhr er für seinen neuen Arbeitgeber Festina-Lotus sein bisher stärkstes Jahr. Er gewann eine Etappe der Tour de France und wurde dort Gesamtvierter. Im Herbst beendete er die Vuelta a España als Sechster und gewann die Bergwertung. Anschließend feierte er seinen bis dahin größten Erfolg: Er gewann das Einzelrennen der Straßen-Radweltmeisterschaft im italienischen Agrigent. Im selben Jahr wurde er von der Sportzeitung L’Équipe zu Frankreichs Sportler des Jahres („Champion des champions“) gewählt.
In der anschließenden Saison fuhr er für das Team Le Groupement. Das Team litt unter großen finanziellen Problemen, zudem bekam es von der Direktion der Tour de France keine Einladung für die Frankreich-Rundfahrt. Das führte dazu, dass Leblanc als amtierender Weltmeister kaum an Rennen teilnehmen konnte und daher auch das Weltmeistertrikot nur sehr selten in Erscheinung trat.
Noch im gleichen Jahr wechselte er zum  Team Polti. Er wurde 1996 Sechster der Tour de France und gewann eine Etappe. 1998 beendete er seine Karriere, nachdem er auf der Etappe nach Les Deux Alpes während der Tour de France einbrach und am Tag darauf aufgeben musste. Zuvor hatte Leblanc noch eine Attacke am Col du Galibier gefahren, die den Führenden Jan Ullrich in Bedrängnis brachte.
In seinem 2023 veröffentlichten Buch Moi, Lucho. L’important c’est de rester vivant gab Leblanc an, 2003 kurz vor der Selbsttötung gestanden zu haben. Er litt eigener Angabe nach seinerzeit unter Depressionen, hatte erheblich an Gewicht zugenommen und Schwierigkeiten mit dem Finanzamt.

## Doping
Im Zuge der Festina-Affäre 1998 gab Luc Leblanc im Oktober 2000 zu, seit 1994 gedopt zu haben. Sein Erfolg bei der Weltmeisterschaft 1994 sei jedoch "sauber" errungen worden. In Bezug auf spätere Erfolge machte Leblanc diese Einschränkung nicht.

## Teams
- 1987–1988 Toshiba
- 1989 Histor-Sigma
- 1990–1993 Castorama
- 1994 Festina-Lotus
- 1995 Le Groupement[4]
- 1995–1998 Team Polti[5]